# Runar Karlsson
Runar Karlsson (né le 3 juin 1953) est un homme politique ålandais.
Membre du parti Ålandsk Center, il est élu au Lagting, le parlement régional d'Åland, en 1999, puis réélu en 2003, en 2007 et en 2011,. Il occupe également des fonctions gouvernementales : il est ministre des Transports de 1999 à 2003, ministre des Communications de 2005 à 2007, et de nouveau ministre des Transports de 2007 à 2009.